# Caldeirada

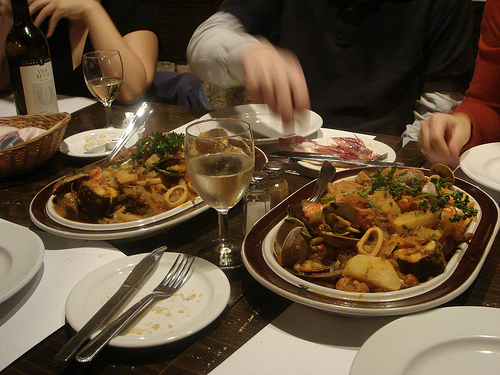
Caldeirada de peix

La caldeirada de peixe, o simplement caldeirada, és un bullit tradicional de les cuines gallega i portuguesa elaborat amb diferents peixos bullits junts en un calder (d'aquí el seu nom). És un plat que se serveix calent i és fàcil de preparar. És l'aliment típic dels pescadors de la zona costanera de l'Atlàntic tant de Portugal com de Galícia.
L'ingredient principal és una variada oferta de peixos, generalment s'usa turbot, congre, lluç i ratlla. Admet tota mena de peixos i patates tallades en rodanxes juntament amb ceba. La cocció es realitza en uns vint minuts i s'aromatitza amb fulles de llorer, pebre negre i una mica de vinagre. Antigament els pescadors empraven en la caldeirada els peixos de menor valor, o aquells que es trencaven a les xarxes de pescar. De vegades per assaonar el peix se li afegia una mica d'aigua del mar al caldeiro.
La caldeirada pot ser més o menys líquida depenent de la quantitat de peix emprada, en alguns casos és una sopa amb gran sabor concentrat de peix, en altres casos és un plat ple de trossos de peix cuit. En qualsevol cas se serveix sempre calent, a Portugal solen acompanyar-se amb uns trossos de pa torrat (pão torrado) per poder aprofitar la sopa. Se sol acompanyar bé amb un vinho verde o un ribeiro.